# الكرسي الملكي في علم التشريح
الكرسي الملكي في علم التشريح (Regius Chair of Anatomy) هو عبارة عن أستاذية ملكية (Regius professorship) من جامعة غلاسكو في اسكتلندا.
تم إنشاؤه عام 1718 باسم الكرسي الملَكي في علم التشريح والنبات (Regius Chair of Anatomy and Botany) ثم اقتصرت دائرة اختصاص الكرسي على التشريح في عام 1818 عندما تم إنشاء الكرسي الملكي في علم النبات (Regius Chair of Botany).

## أساتذة الكرسي الملكي في علم التشريح والنبات/أساتذة الكرسي الملكي في علم التشريح
- توماس بريسبان (Thomas Brisbane)، دكتوراه في الطب (MD) (1720)
- روبرت هاملتون (Robert Hamilton)، دكتوراه في الطب (1742)
- جوزيف بلاك (Joseph Black)، دكتوراه في الطب (1756)، أصبح أستاذًا بعد ذلك في الطب
- توماس هاملتون (Thomas Hamilton)، دكتوراه في الطب (1757)
- ويليام هاملتون (William Hamilton)، دكتوراه في الطب (1781)
- جيمس جيفراي (James Jeffray)، دكتوراه في الطب (1790)
- آلين طومسون (Allen Thomson) مساعد طبي (MA) ودكتوراه في الطب وتكريم من حفل ملاك العقارات بلندن (LLD) والميدالية الفضية (DCL) وزمالة كلية الجراحين الملكية (FRS) (1848)
- جون كليلاند (John Cleland) مساعد طبي ودكتوراه في الطب وزمالة كلية الجراحين الملكية (1877)
- توماس هاستي بريس (Thomas Hastie Bryce) مساعد طبي ودكتوراه في الطب وزمالة كلية الجراحين الملكية (1909)
- دونكان ماكلوم بلير (Duncan MacCallum Blair) ماجستير في الطب (MB) ودكتوراه في العلوم (DSc) (1935-1944)
- ويليام جيمس هاملتون (William James Hamilton) دكتوراه في الطب ودكتوراه في العلوم (1946)
- جورج ماكريث ويبرون (George McCreath Wyburn) ماجستير في الطب وبكالوريوس الجراحة (ChB) ودكتوراه في العلوم (1948)
- رايموند جون سكوتورن (Raymond John Scothorne) دكتوراه في العلوم ودكتوراه في الطب وزمالة كلية الجراحين الملكية (1973-1990)